# Clau Stillson
Una clau Stillson és un nom genèric qualsevol dels diversos tipus de claus dissenyades per fer girar els accessoris de canonades i canonades roscats per al seu muntatge (tensió) o desmuntatge (afluixament). La clau Stillson, és la forma habitual de clau per a canonades, especialment a Amèrica del Nord. El nom de Stillson és el del titular original de la patent, que va llicenciar el disseny a diversos fabricants. La patent va caducar fa dècades.
Les claus per a canonades no estan pensades per a ús regular en femelles hexagonals ni en altres accessoris. Tanmateix, si una femella hexagonal es fa arrodonida (despullada) de manera que no es pot moure amb les claus estàndard, es pot utilitzar una clau per alliberar el cargol o la femella, ja que la clau per a canonades està dissenyada per picar superfícies metàl·liques arrodonides.

## Característiques
La clau Stillson és una clau ajustable (clau) amb endurits dents de serra en les seves mandíbules. Les dents dures mosseguen el metall més tou de la canonada rodona i proporcionen l'adherència necessària per girar una canonada, fins i tot contra una resistència justa. El disseny de la mandíbula ajustable, que permet un joc intencionat fora de quadrat, li permet unir-se a la canonada, amb una pressió cap endavant sobre el mànec que estreny les mandíbules. Dues molles de fulla, per sobre i per sota del pom d'ajust de les moletes, ajuden a desbloquejar la mandíbula quan s'allibera la pressió sobre el mànec de la clau.
Les claus per a canonades no estan pensades per a ús regular en femelles hexagonals ni en altres accessoris. Tanmateix, si una femella hexagonal es fa arrodonida (despullada) de manera que no es pot moure amb les claus estàndard, es pot utilitzar una clau per alliberar el cargol o la femella, ja que la clau per a canonades està dissenyada per picar superfícies metàl·liques arrodonides.
Les claus Stillson es classifiquen per la longitud del mànec. Generalment estan disponibles en qualsevol mida des de fins a 3 polzades (80 mm) fins a 48 polzades (1,200 mm) o més gran. Normalment són d'acer fos. Avui en dia es pot utilitzar l'alumini per construir el cos de la clau, tot i que les dents i la mandíbula continuen sent d'acer. Es poden comprar kits de dents i mandíbules (que també contenen anells i molles d'ajust) per reparar les claus trencades, perquè poden ser més econòmiques que comprar-ne de noves. Reparar una clau d'alta qualitat pot ser més econòmic (tenint en compte el cost total de propietat) que comprar una nova clau d'alta qualitat o comprar claus barates repetidament.

## Història

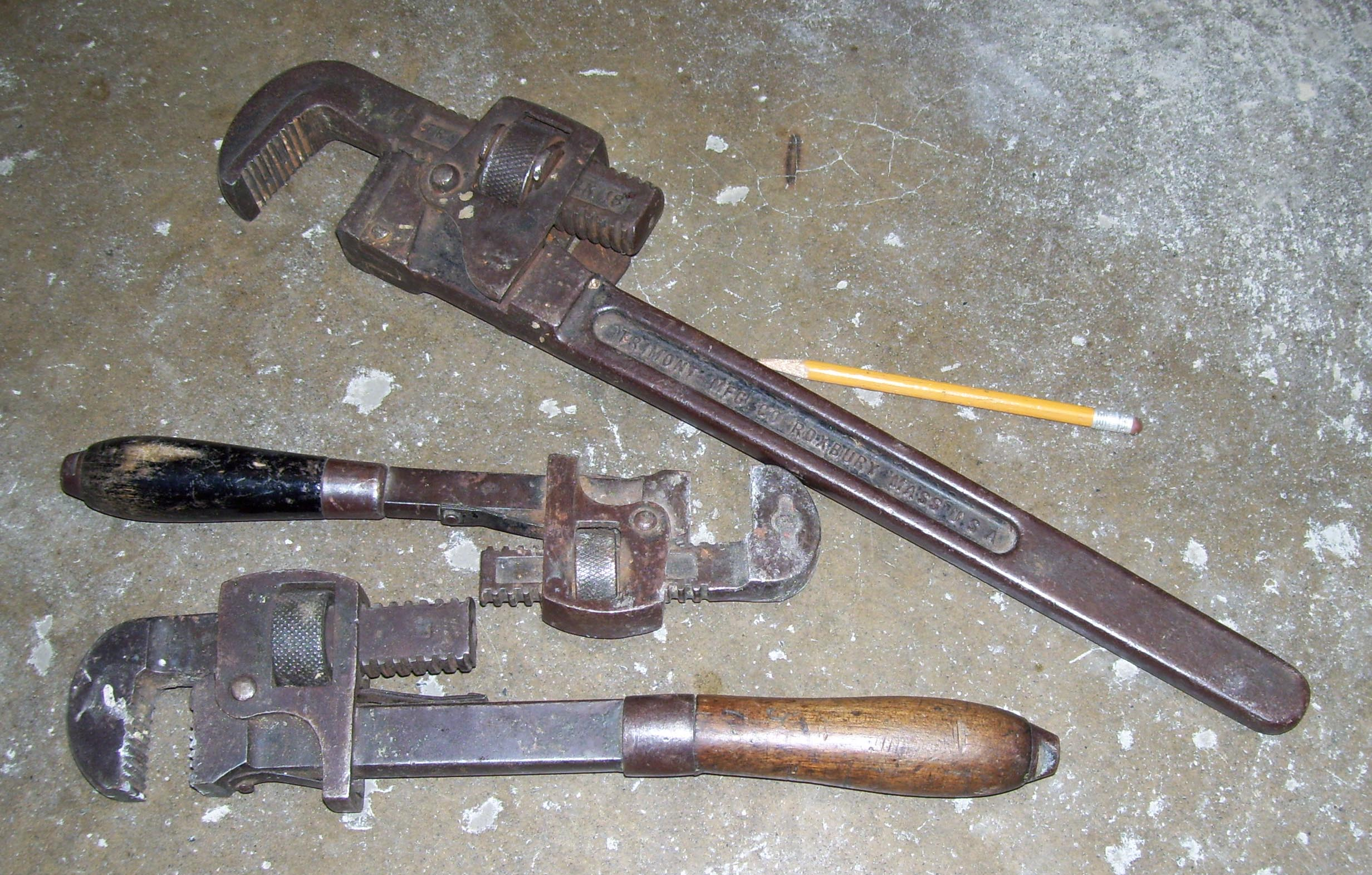
Tres velles claus de "patró Stillson" (amb llapis a la foto per mostrar l'escala)

Daniel C. Stillson (1826-1899), mecànic de la Walworth Company, a Cambridge, Massachusetts, va crear la primera clau d'aquest tipus. El 12 d'octubre de 1869 es va expedir a Stillson la patent nord-americana número 95.744.
El 17 d'agost de 1888, l'inventor suec Johan Petter Johansson (1853-1943) va obtenir la seva primera patent sobre la clau anglesa ajustable. L' Oficina sueca de patents va emetre la patent (SE 5636) de nou el 1894. La idea va sorgir després que va fundar la seva empresa Enköpings Mekaniska Verkstad. Aleshores, les dimensions de les femelles estaven poc estandarditzades, de manera que cada vegada que oficial anava a fer una feina, necessitava un carretó per emportar-se un conjunt de claus fixes. L'eina de Johansson podia servir per a femelles de diferents dimensions.

## Clau Stillson a diferents països
A Sud-àfrica, els termes "clau de bobbejaan" i "clau de babuí" s'utilitzen habitualment, especialment per a claus Stillson grans. "Bobbejaan" és el terme afrikaans per a babuí. A Zimbabwe se solia conèixer per una versió anglesada del nom en afrikaans, "bobbiejohn spanner".
Al Regne Unit, aquestes claus es descriuen sovint per la seva mida, és a dir, les claus de 18 polzades es coneixen com a "18s" o pel nom general de "Stillies / stills".
A Mèxic se’ls coneix i s'anomenen stillson sense ni tan sols anomenar-lo “llave” o clau.
A Sèrbia se’ls coneix com a claus franceses